# This Town
"This Town" é uma canção do cantor irlandês Niall Horan, gravada para o seu álbum de estreia Flicker. Foi composta pelo próprio intérprete, com o auxílio de Jamie Scott, Mike Needle e Daniel Bryer, sendo produzida por Greg Kurstin. O seu lançamento ocorreu em 29 de setembro de 2016, através da Capitol Records, servindo como o primeiro single do disco.

## Faixas e formatos
| Download digital |             |         |  |
| N.º              | Título      | Duração |  |
| 1.               | "This Town" | 3:52    |  |

## Desempenho nas tabelas musicais
| Tabela musical (2017)                                  | Melhor posição |
| ------------------------------------------------------ | -------------- |
| Alemanha (Media Control Charts)                        | 52             |
| Austrália (ARIA Charts)                                | 5              |
| Áustria (Ö3 Austria Top 40)                            | 24             |
| Bélgica (Ultratop 50 de Flandres)                      | 22             |
| Bélgica (Ultratip da Valônia)                          | 14             |
| Canadá (Canadian Hot 100)                              | 27             |
| Dinamarca (Tracklisten)                                | 25             |
| Escócia (The Official Charts Company)                  | 2              |
| Eslováquia (IFPI Slovenská Republika)                  | 19             |
| Espanha (Productores de Música de España)              | 22             |
| Estados Unidos (Billboard Hot 100)                     | 20             |
| Estados Unidos (Pop Songs)                             | 12             |
| Estados Unidos (Adult Pop Songs)                       | 4              |
| Estados Unidos (Adult Contemporary)                    | 11             |
| Estados Unidos (Hot Dance Club Songs)                  | 3              |
| Finlândia (IFPI Finlândia)                             | 1              |
| França (Syndicat National de l'Édition Phonographique) | 34             |
| Grécia (Greece Digital Songs)                          | 4              |
| Hungria (Magyar Hanglemezkiadók Szövetsége)            | 18             |
| Irlanda (Irish Recorded Music Association)             | 6              |
| Itália (Federazione Industria Musicale Italiana)       | 34             |
| Líbano (The Official Lebanese Top 20)                  | 18             |
| Noruega (VG-lista)                                     | 20             |
| Nova Zelândia (NZ Top 40 Singles)                      | 24             |
| Países Baixos (MegaCharts)                             | 24             |
| Reino Unido (UK Singles Chart)                         | 9              |
| Portugal (Associação Fonográfica Portuguesa)           | 20             |
| Chéquia (IFPI Česká Republika)                         | 30             |
| Suécia (Sverigetopplistan)                             | 18             |
| Suíça (Schweizer Hitparade)                            | 40             |
| União Europeia (Euro Digital Songs)                    | 4              |

| País (Empresa)             | Certificação |
| -------------------------- | ------------ |
| Austrália (ARIA)           | 2× Platina   |
| Bélgica (BEA)              | Ouro         |
| Brasil (Pro-Música Brasil) | Ouro         |
| Canadá (Music Canada)      | 2× Platina   |
| Estados Unidos (RIAA)      | Platina      |
| Itália (FIMI)              | Ouro         |
| Reino Unido (BPI)          | Prata        |
| Suécia (GLF)               | Platina      |

## Histórico de lançamento
| País           | Data                  | Formato           | Gravadora  |
| -------------- | --------------------- | ----------------- | ---------- |
| Estados Unidos | 4 de outubro de 2016  | Rádios mainstream | Capitol    |
| Reino Unido    | 7 de outubro de 2016  | Rádios mainstream | Virgin EMI |
| Itália         | 14 de outubro de 2016 | Rádios mainstream | Universal  |
| Estados Unidos | 24 de outubro de 2016 | Rádios hot AC     | Capitol    |